# 小米里茨湖

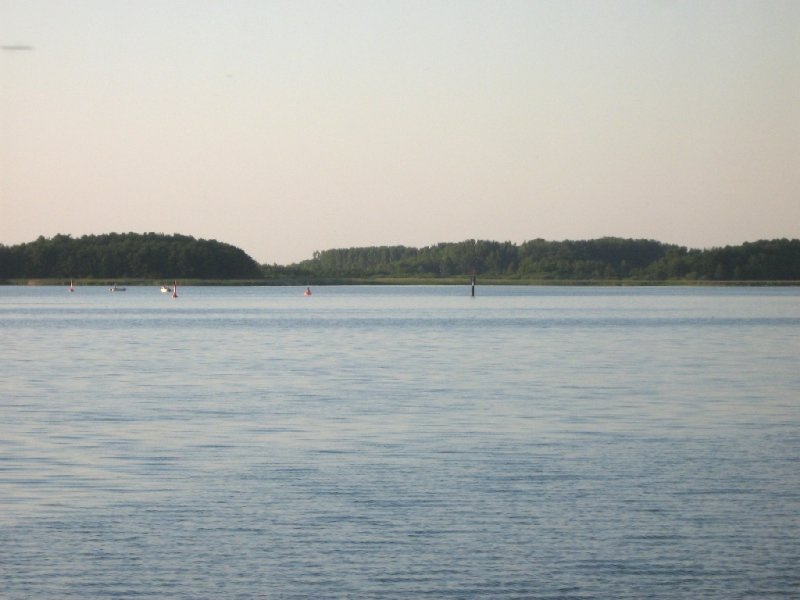

53°19′50″N 12°42′20″E / 53.33056°N 12.70556°E
小米里茨湖（德語：Kleine Müritz），是德國的湖泊，位於該國東北部，由梅克倫堡-前波美拉尼亞州負責管轄，處於梅克倫堡湖區縣，長3.3公里、寬2.3公里，面積3平方公里，海拔高度62米，平均水深4.1米，最大水深6.4米，水體容量1,620萬立方米。